# Agriophara parallela
Agriophara parallela es una especie de polilla del género Agriophara, familia Depressariidae.
Fue descrita científicamente por Diakonoff en 1954.